# قرة درق عليا يك
قرة درق عليا يك هي قرية في مقاطعة كليبر، إيران. عدد سكان هذه القرية هو 51 في سنة 2006.